# Палатајн Бриџ (Њујорк)
Палатајн Бриџ (енгл. Palatine Bridge) град је у америчкој савезној држави Њујорк.

## Демографија
По попису из 2010. године број становника је 737, што је 31 (4,4%) становника више него 2000. године.
| Група             | 2000.       | 2010.       |
| Белци             | 690 (97,7%) | 717 (97,3%) |
| Афроамериканци    | 1 (0,1%)    | 1 (0,1%)    |
| Азијати           | 9 (1,3%)    | 4 (0,5%)    |
| Хиспаноамериканци | 4 (0,6%)    | 12 (1,6%)   |
| Укупно            | 706         | 737         |